# 法人割引サービス
法人割引サービス（ほうじんわりびきサービス）は、法人向けの携帯電話料金の割引サービスである。主として基本料金割引と通話料割引サービスがある。
前者のサービスとしてはビジネス割引（NTTドコモグループ）、グループディスカウント（au）、法人複数回線割引（SoftBank）があり、後者の事例として包括回線割引・通話料いっかつ割引（NTTドコモ）・コールワイド（au）、大口通話料割引（SoftBank）がある。

## 概要
法人であり同一契約名義で、同一請求先であることなどを条件に、携帯電話料金の割引を行うサービスである。
基本料金割引は、個人向けの家族割引サービスに相当するもので、利用回線数に応じた割引率により基本料金の割引が受けられる。家族割引サービスに見られる回線数の上限はないが、同一グループ間の通話料割引や、無料通信を共有するなどの特典は有していない。そのほか、年間割引サービスや2年縛りの割引と併用することが可能である。
通話料割引は、所定の登録料もしくは定額料を支払うことにより、グループ全体の通話料を一括して割り引くサービスである。おおむね使用料に応じ割引率が増加する仕組みとなっている。携帯電話事業者により、割引率のほか、無料通信分やパケット通信料の取り扱いに違いがある。詳細は、各社の通話料割引を参照のこと。

## 各社の基本料金割引
各社ともに基本料金割引を受けるには、事前の申し込みが必要であり、月額料金は不要となっている。また、割引については基本料金のみが対象であり、パケット定額料金など各種サービス料金に割引は適用されない。

### ビジネスシンプル（NTTドコモ）
- 基本使用料 50%引き
- グループ内通話、iモードメール無料
- 通話料 10～30％引き
- 2か月繰り越してもさらにあまった無料通話分はグループ内で分け合える

詳細はビジネスシンプル参照

### ビジネス割引（NTTドコモ）
FOMAおよびmova
- 同社のすべてのプランに対応。
- 基本料金が定率割引。割引率は15%（2回線以上）～25%（1000回線以上）。
- （新）いちねん割引を併用した場合、単純加算で25%（2回線以上で1年目）～50%（1000回線以上で11年目）の割引率となる。

PHS端末
- 同社のすべてのプランに対応。
- 基本料金が定率割引。割引率は6%（2回線以上）～10%（10回線以上）。
- いちねん割引を併用した場合、単純加算で21%（2回線以上で1年目）～27%（1000回線以上で11年目）の割引率となる。
- （新）いちねん割引とは併用不可。

### オフィス割引/オフィス割MAX50（NTTドコモ）
2～10回線までの法人が対象（ビジネス割引、通話料いっかつ割引併用不可）
- 基本使用料50%引き（オフィス割MAX50利用時）
- グループ間通話無料（オフィス割MAX50利用時）
- 繰り越せて分け合える等

詳細はオフィス割引/オフィス割MAX50参照

### グループディスカウント（au）
- 同社のすべてのプランに対応。
- 基本料金が定率割引。割引率は15%（2回線以上）～28%（1000回線以上）。
- 年割を併用した場合、別途割引率が設定されており、27.7%（2回線以上で1年目）～51%（1000回線以上で11年目）の割引率となる。

### 法人複数回線割引（SoftBank）
- 同社のすべてのプランに対応。
- 基本料金の定率割引。割引率は15%（2回線以上）～23%（2000回線以上）。
- 年間割引を併用した場合、単純加算で25%（2回線以上で1年目）～50%（2000回線以上で4年目）の割引率となる。
- ハッピーボーナス（2年単位の契約）を併用した場合、単純加算で30%（2回線以上で1年目）～73%（2000回線以上で11年目）の割引率となる。

## 各社の通話料割引

### NTTドコモ
- 申し込み方法により、「包括回線割引」と「通話料いっかつ割引」、ビジネス通話割引の3種類が用意されている。現時点ではビジネス通話割引が主流となっている。いずれの割引サービスも以下のような特徴がある。
  - iモードやDoPaのパケット通信料も合算して割引対象となる。
  - 無料通信の対象となる使用料金も含め、すべて割引対象となる。

#### ビジネス通話割引
- 2回線以上の法人契約で適用される。
- グループ全体の回線数により10~30％割引かれる。
- グループ内通話、iモードメールは無料となる

詳細は、ビジネス通話割引参照

#### 通話料いっかつ割引
- 2回線以上の法人契約で適用される。
- グループ全体の月額使用料により、15%（月額100万円以上）～25%（月額1,000万円以上）の通話料・通信料割引が受けられる。ゆうゆうコールとの併用が可能で、あわせると無料通話分もふくめ、通話料金が最大で55%引きとなる。
- 1請求グループ当たり3,000円（月額・税別）の定額料が必要。

ワールドコールいっかつ割引（個人も利用可）
通話料いっかつ割引は国内通話の割引となるが、別に、NTTドコモの携帯電話から海外へ通話を行う国際電話サービスであるWORLD CALLの通話料割引である、ワールドコールいっかつ割引というサービスが別にある。割引率は35%引きで、ゆうゆうコールとの併用が可能であり、あわせると最大65%引きの通話料割引となる。
　　　詳細はワールドコールいっかつ割引参照

#### 包括回線割引
- 50回線以上の法人に適用される。
- 通話料・通信料の割引率は5%。
- 登録時に1回線あたり2,000円（税別）が必要。月額料金は不要。

### コールワイド（au）
- 2回線以上の法人契約で適用される。
- グループ全体の月額使用料により、15%（月額20万円以上）～25%（月額500万円以上）の通話料割引が受けられる。
- 1グループ当たり3,000円（月額・税別）の定額料が必要。
- 通話料のみが対象であり、パケット料金の割引はない。
- 無料通信料を超えた分のみが割引対象。

### 大口通話料割引（SoftBank）
- グループ全体の月額使用料により、15%（月額15万円以上）～28%（月額500万円以上）の通話料・通信料割引が受けられる。
- 月額定額料金は回線数により次のとおり。
  - 10回線以下 - 1回線当たり300円（税別）
  - 10回線以上 - グループ全体で3,000円（税別）
- 無料通信料を超えた分のみが割引対象。

## その他の法人向けサービス
法人向けの音声通話定額制として、以下のサービスが提供、または準備中である。

### 通話定額サービス
- ソフトバンクモバイルオフィス（通称:社員間通話定額）
- ビジネス通話定額 - au
- ビジネス通話ホーダイ － NTTドコモ

### エリア内定額サービス
- OFFICE WISE - au
- OFFICEED - NTTドコモ
- オフィスリンク -NTTドコモ（全国型内線サービス）